# Conopodium bunioides
Conopodium bunioides är en flockblommig växtart som först beskrevs av Pierre Edmond Boissier, och fick sitt nu gällande namn av Calest. Conopodium bunioides ingår i släktet nötkörvlar, och familjen flockblommiga växter. Inga underarter finns listade i Catalogue of Life.